# Timandra
Timandra es un género de polillas (heteróceros) de la familia Geometridae descritos por primera vez por Philogène Auguste Joseph Duponchel en 1829.

## Descripción
El palpo no va más allá de la parte superior de la cabeza. Las antenas del macho son bipectinadas. Apex simple. Tibia posterior del macho con dos pares de espuelas. Alas delanteras con un apex agudo y prolongado. Vena 3 desde cerca del ángulo de la célula y la vena 5 desde un poco más arriba del medio de las disco-células. Venas 7, 8 y 9 acechadas.: Notas 1  Vena 10 anastomosando (fusionando) con las venas 8 y 9 para formar la areola. Alas posteriores con margen externo producido a un punto en la vena 4, venas 6 y 7 desde el ángulo de la celda.

## Especies
- Timandra amaturaria Walker, 1866
- Timandra apicirosea Prout, 1935
- Timandra comae Schmidt, 1931
- Timandra commixta Warren, 1895
- Timandra comptaria Walker, 1863
- Timandra convectaria Walker, 1861
- Timandra dichela Prout, 1935
- Timandra extremaria Walker, 1861
- Timandra griseata Petersen, 1902
- Timandra paralias Prout, 1935
- Timandra recompta Prout, 1930
- Timandra rectistrigaria Eversmann, 1851
- Timandra synthaca Prout, 1938

## Galería de orugas deT. amaturaria

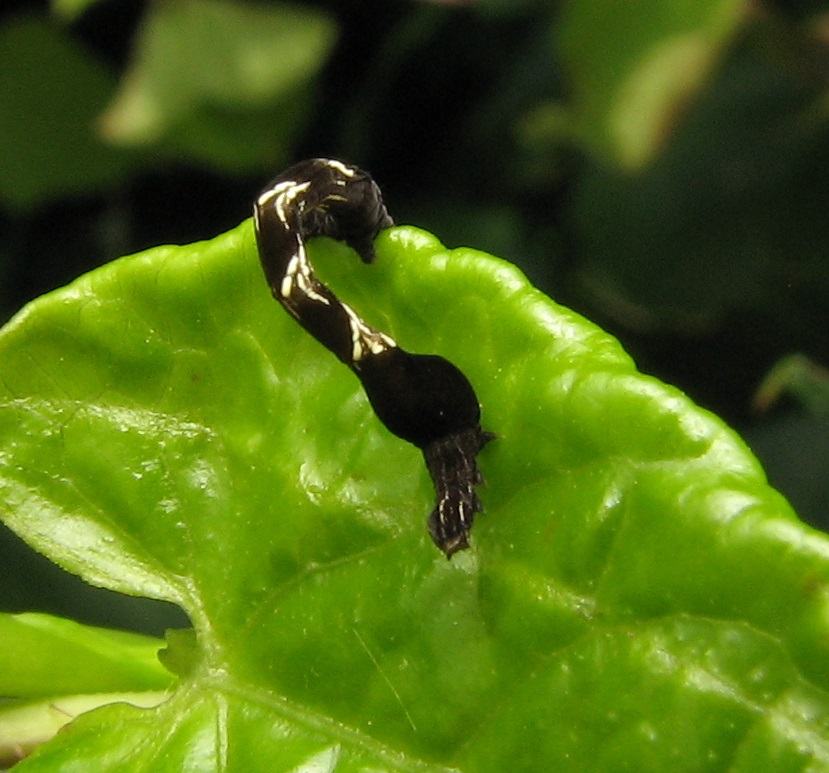
Estadio temprano
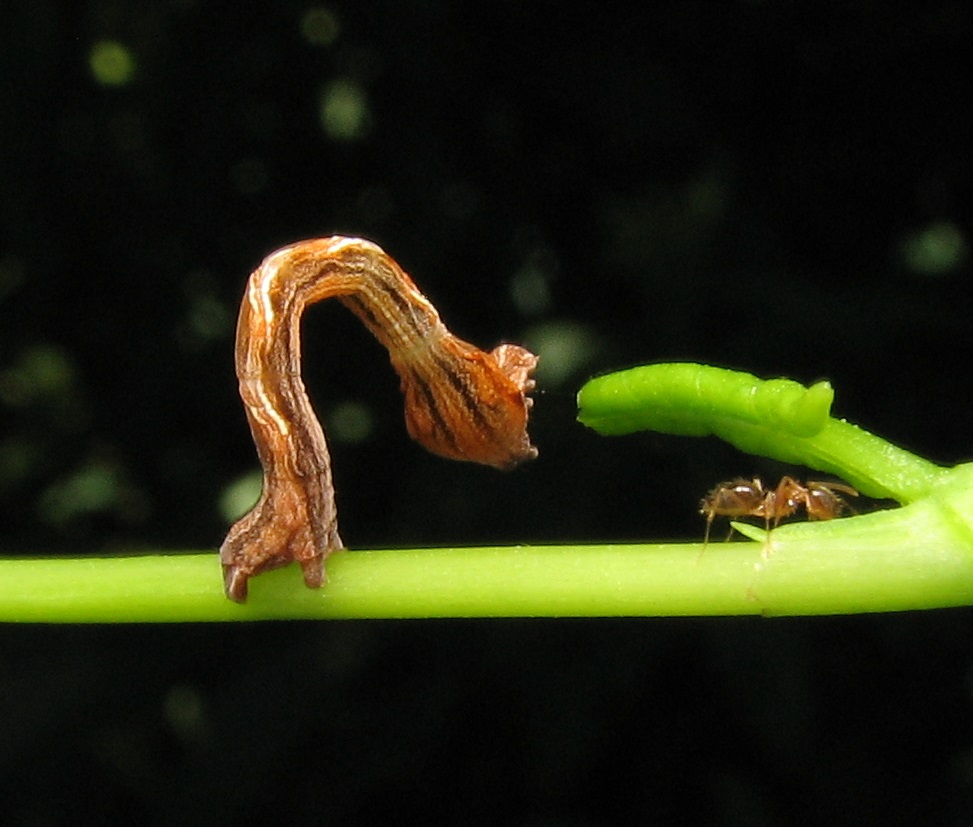
Estadio intermedio
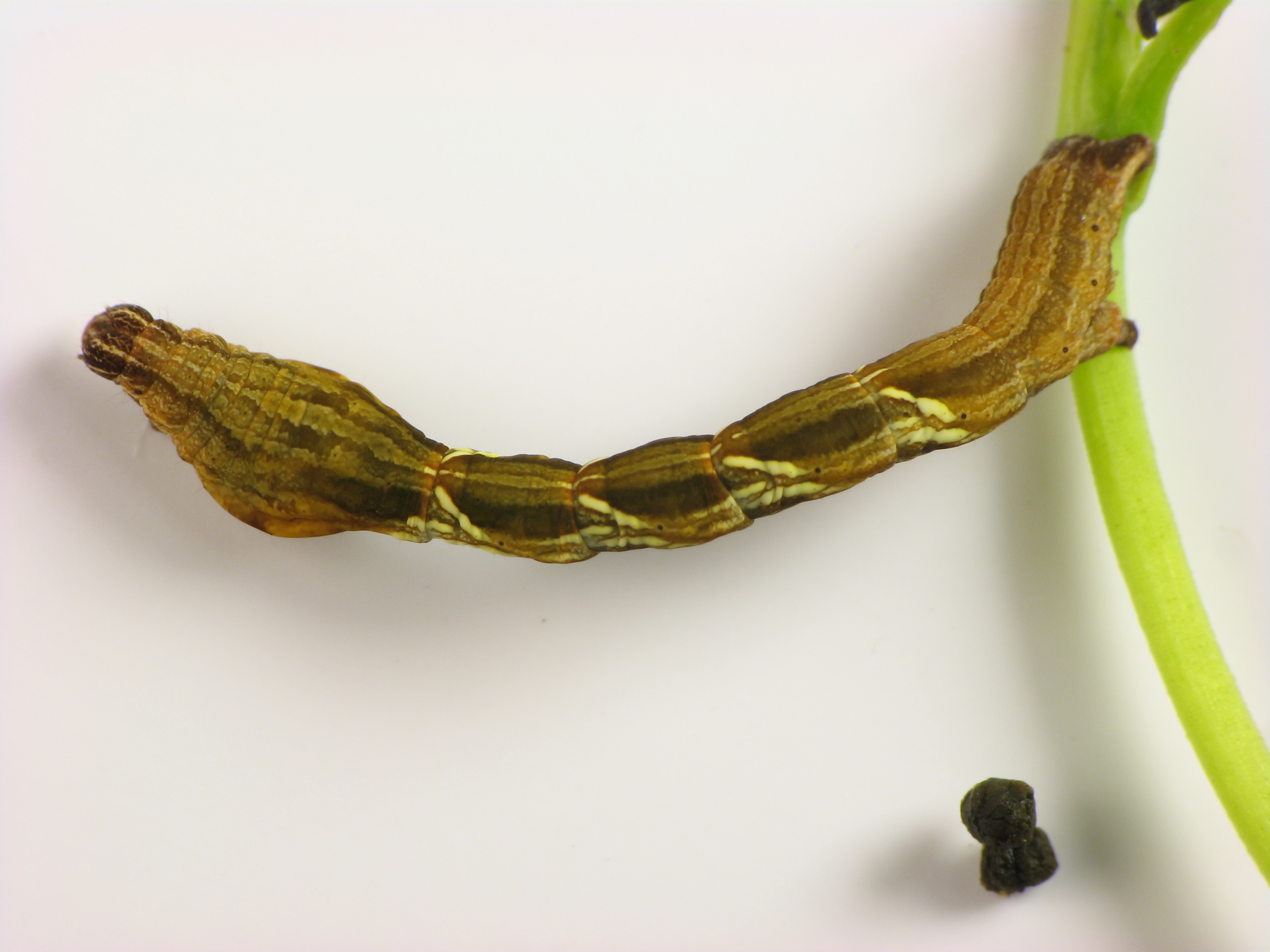
Estadio final